# Bratislava IV
O Distrito de Bratislava IV (em eslovaco Okres Bratislava IV) é uma unidade administrativa da Eslováquia Ocidental, situado na região de Bratislava, com 93.058 habitantes (em 2001) e uma superficie de 97 km². 
Compreende os seguintes bairros de Bratislava:
- Karlova Ves
- Dúbravka
- Lamač
- Devín
- Devínska Nová Ves
- Záhorská Bystrica

Limita ao oeste e ao sul com os rios March e Danúbio e com Áustria, ao este com Bratislava I e Bratislava III assim como ao norte com o distrito de Malacky.

## Demografia
| Ano:        | 1994   | 2004   | 2014   | 2024    |
| ----------- | ------ | ------ | ------ | ------- |
| Broj ljudi: | 94 550 | 92 926 | 94 554 | 105 137 |
| Razlika:    |        | -1,71% | +1,75% | +11,19% |

| Ano:               | 2023    | 2024    |
| ------------------ | ------- | ------- |
| Número de pessoas: | 105 043 | 105 137 |
| Diferença:         |         | +0,08%  |